# آلبرت پولی
آلبرت پولی (انگلیسی: Albert Poli; ۲۱ مهٔ ۱۹۴۵ – ۶ دسامبر ۲۰۰۸) بازیکن فوتبال اهل فرانسه بود.
از باشگاه‌هایی که در آن بازی کرده‌است می‌توان به باشگاه فوتبال پاری سن ژرمن، باشگاه فوتبال رن، و باشگاه فوتبال آنژه اشاره کرد.